# Hieracium lusitanicum
Hieracium lusitanicum es una especie de planta con flor del género Hieracium, de la familia Asteraceae, orden Asterales.

## Distribución
Hieracium lusitanicum se distribuye por España y Portugal.

## Taxonomía
Fue descrita científicamente por Arv.-Touv.